# Pimpla ichneumoniformis
Pimpla ichneumoniformis (лат.) — вид ихневмоноидных наездников рода пимплы из подсемейства Pimplinae (Ichneumonidae, Hymenoptera).

## Описание
Перепончатокрылые насекомые-ихневмониды, которые от близких мексиканских видов отличаются следующими признаками: первый тергит метасомы очень стройный, у самки более 1,6× длиннее ширины, у самца вдвое или более длиннее задней ширины; мезоскутум плотно гранулирован; весь передний край переднего крыла с желтым оттенком. Голова и мезосома преимущественно черные, иногда с разбросанными желтыми пятнами. Переднее крыло гиалиновое, равномерно инфускатное или с передними 0,3 желтоватыми. Также у самок простые и крупные коготки лапок, прямая вершина яйцеклада, слабовогнутый внутренний край сложного глаза перед местом прикрепления усиков. Вид был впервые описан в 1874 году американским энтомологом Э. Т. Крессоном, старшим (Ezra Townsend Cresson, senior; 1838—1926).